# فیروز وتوان
فیروز وتوان (به انگلیسی: Feroze Wattwan) یک شهرک در پاکستان است که در پنجاب واقع شده‌است.